# António Teles Pereira de Vasconcelos Pimentel

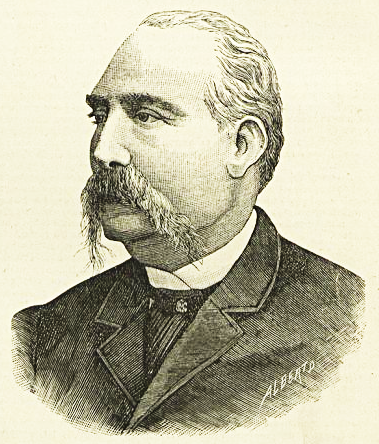
Retrato de António Teles de Vasconcelos.

António Teles Pereira de Vasconcelos Pimentel (Arouca, 26 de agosto de 1832 — Lisboa, 13 de maio de 1907), frequentemente referido por António Teles de Vasconcelos, bacharel em Direito pela Universidade de Coimbra, magistrado, vogal do Supremo Tribunal Administrativo, governado civil, deputado e par do reino e ministro, foi um político ligado ao Partido Regenerador.

## Biografia
Foi ministro dos Negócios Eclesiásticos e de Justiça do 46.º governo da Monarquia Constitucional, exercendo o cargo entre 27 de maio de 1892 e 22 de fevereiro de 1893, num governo regenerador presidido por José Dias Ferreira.	